# 5角人民币
人民币5角券首次发行于1955年3月1日。

## 历史
人民币5角目前一共发行了三个版本。

### 第二套人民币
第二套人民币5角发行于1955年3月1日，正面图景为水电站。背面为国徽图案以及“中国人民银行伍角”的汉（繁体）蒙藏维四种文字。纸币整体色调为紫色，钞纸无水印或有五角星水印。该币并于1998年12月31日起正式停止流通。
在收藏市场另有名为“红水坝”的第二套人民币5角券的脱色版本，有时也被认为是一种版别。但是经过网友的研究，发现这一版本的纸币是使用药水浸泡而成，并非从印钞厂出来即是如此。

### 第三套人民币
第三套人民币5角最初发行于1974年1月5日，正面的图景为纺织工厂，背面图案为国徽、棉花和梅花，票面总体为紫色调。钞纸为古币五星水印与无水印两种。1991年3月1日开始只收不付，2000年7月1日停止流通。
由于第三套人民币流通时间较长，5角券的发行量很大，故实际流通的5角券还可以依照印刷方式（凹印、胶印）以及水印的有无细分为多个版本。

### 第四套人民币
第四套人民币的5角券于1987年4月27日发行，正面为苗族、壮族人物头像，背面图案为国徽与具有民族特色的花边装饰。钞票整体呈紫红色调。
由于第五套人民币未发行面值为5角的纸币，故第四套人民币5角的纸币仍在少量印刷与流通。
5角券的冠号排列方式分为两种。最初为两字母加八位数字的AA00000000形式，在2010年年初由于原有冠号排列方式的纸币发行完毕，故开始发行带有“字母+数字+字母+7位数字”即A0A0000000形式的纸币。目前，两种编号形式的纸币都在流通。